# Dorking Rural
Dorking Rural var en civil parish från 1894 till 1933 då den blev en del av Milton, Holmwood och Wotton, i grevskapet Surrey, i England. Civil parish var belägen 17 km från Guildford och hade 3 873 invånare år 1931.